# Congo (chimpanse)
 For alternative betydninger, se Congo. (Se også artikler, som begynder med Congo)
Congo (1954–1964) var en chimpanse, som lærte at tegne og male. Zoolog og maler Desmond Morris observerede først chimpansens evner, da den modtog en blyant og et papir i en alder af to år. I 4-årsalderen havde Congo lavet 400 malerier og tegninger. Dens stil er beskrevet som "lyrisk abstrakt impressionisme".